# Tu Tu Tu (That's Why We)
Tu Tu Tu (That's Why We) is een nummer van het Zweedse dj-duo Galantis en de Amerikaanse dj Nghtmre uit 2020, ingezongen door de Britse zanger Liam O'Donnell.
"Tu Tu Tu (That's Why We)" werd enkel in Nederland een klein hitje. Radio 538 gaf het korte housenummer mede een duwtje door het tot Dancesmash uit te roepen. Het nummer wist een bescheiden 22e positie te bereiken in de Nederlandse Top 40.